# Ashley Jones
Ashley Jones, född den 3 september 1976 i Memphis, Tennessee, USA, är en amerikansk skådespelerska. Hon har spelat Bridget Forrester i såpan Glamour. Hon har även varit nominerad till Daytime Emmy Award tre gånger, men aldrig fått priset.

## Filmografi

### Filmer
- 1993 - Helvetet på jorden - Linnie Morgan
- 1995 - Sanningens pris - Susan
- 1996 - Den sanna kärleken - Wiona som ung
- 2003 - Old School - Tracy

### TV-serier
- 1993 - Doktor Quinn - Ingrid, 1 avsnitt
- 1998-2000 - The Young and the Restless - Megan Dennison, 36 avsnitt
- 2001 - VIP - Anna Petrov, 1 avsnitt
- 2001 - The District - Dana Rayburn, 1 avsnitt
- 2004 - Brottskod: Försvunnen - Trista Bowden, 1 avsnitt
- 2004 - Jordan, rättsläkare - Beth Flaherty, 1 avsnitt
- 2004-2010 - Glamour - Bridget Forrester/Bridget Forrester Marone/doktor Bridget Forrester Marone, 757 avsnitt
- 2007 - CSI: New York - Kennedy Gable, 1 avsnitt
- 2009 - True Blood - Daphne Landry, 8 avsnitt
- 2009 - FlashForward - Camille, 1 avsnitt
- 2009 - The Mentalist - Sandrine Gerber, 1 avsnitt
- 2009 - CSI: Crime Scene Investigation - Shea Lammet, 1 avsnitt
- 2010 - Rockford tar över - Janet, 1 avsnitt